# Descente (roller)
Pour les articles homonymes, voir Descente.
 (avril 2023).
 (avril 2023).
La mise en forme du texte ne suit pas les recommandations de Wikipédia : il faut le « wikifier ».
Les points d'amélioration suivants sont les cas les plus fréquents. Le détail des points à revoir est peut-être précisé sur la page de discussion.
- Les titres sont pré-formatés par le logiciel. Ils ne sont ni en capitales, ni en gras.
- Le texte ne doit pas être écrit en capitales (les noms de famille non plus), ni en gras, ni en italique, ni en « petit »…
- Le gras n'est utilisé que pour surligner le titre de l'article dans l'introduction, une seule fois.
- L'italique est rarement utilisé : mots en langue étrangère, titres d'œuvres, noms de bateaux, etc.
- Les citations ne sont pas en italique mais en corps de texte normal. Elles sont entourées par des guillemets français : « et ».
- Les listes à puces sont à éviter, des paragraphes rédigés étant largement préférés. Les tableaux sont à réserver à la présentation de données structurées (résultats, etc.).
- Les appels de note de bas de page (petits chiffres en exposant, introduits par l'outil «  Source ») sont à placer entre la fin de phrase et le point final[comme ça].
- Les liens internes (vers d'autres articles de Wikipédia) sont à choisir avec parcimonie. Créez des liens vers des articles approfondissant le sujet. Les termes génériques sans rapport avec le sujet sont à éviter, ainsi que les répétitions de liens vers un même terme.
- Les liens externes sont à placer uniquement dans une section « Liens externes », à la fin de l'article. Ces liens sont à choisir avec parcimonie suivant les règles définies. Si un lien sert de source à l'article, son insertion dans le texte est à faire par les notes de bas de page.
- La présentation des références doit suivre les conventions bibliographiques. Il est recommandé d'utiliser les modèles {{Ouvrage}}, {{Chapitre}}, {{Article}}, {{Lien web}} et/ou {{Bibliographie}}. Le mode d'édition visuel peut mettre en forme automatiquement les références.
- Insérer une infobox (cadre d'informations à droite) n'est pas obligatoire pour parachever la mise en page.

Pour une aide détaillée, merci de consulter Aide:Wikification.
Si vous pensez que ces points ont été résolus, vous pouvez retirer ce bandeau et améliorer la mise en forme d'un autre article.
La descente (downhill en anglais) est une discipline sportive qui consiste à descendre en roller une pente goudronnée sous forme de course contre la montre.

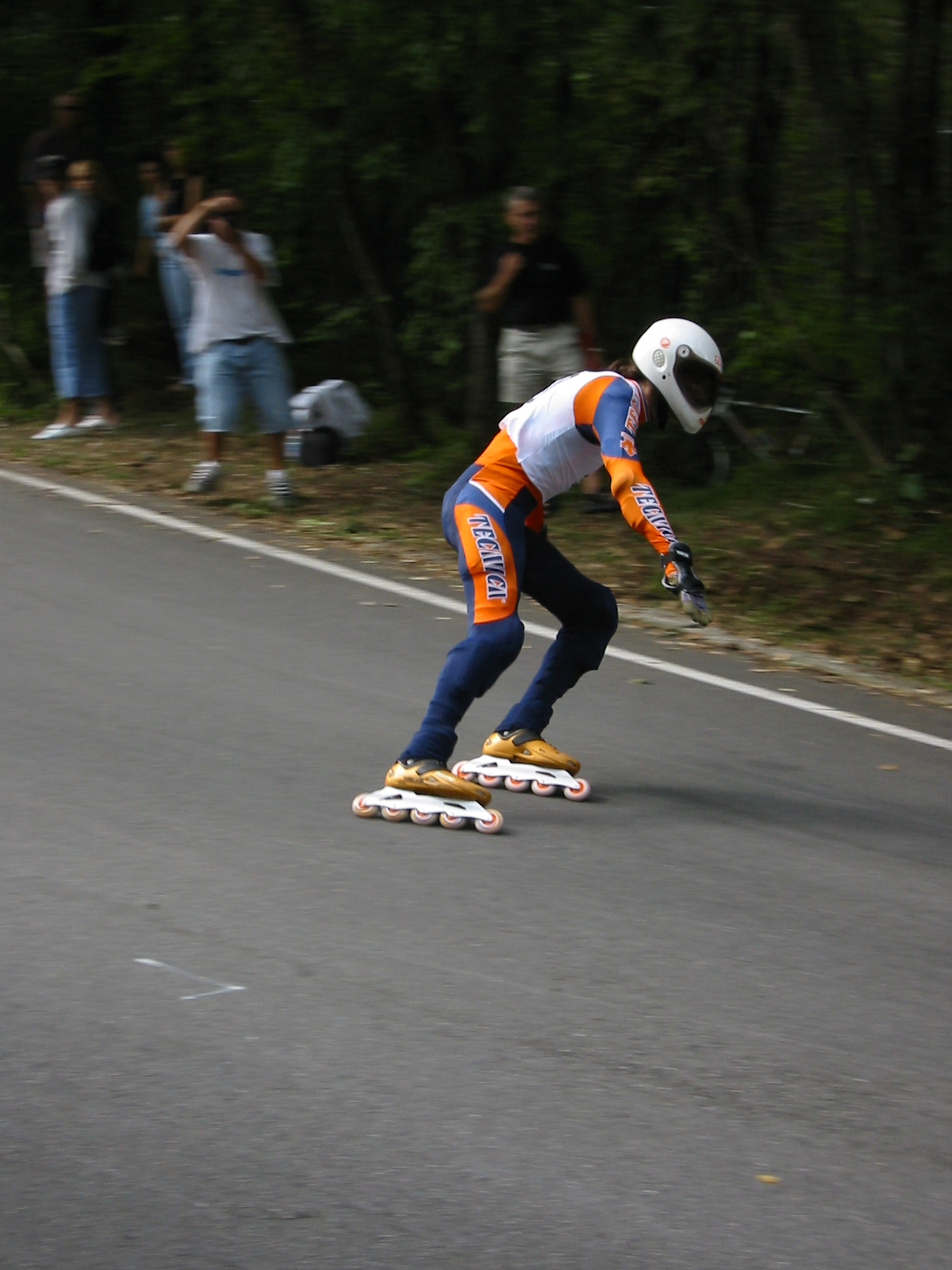
En 2002, un participant allemand équipé.

## Matériel
Le roller en ligne s'est imposé dans cette discipline, particulièrement le roller à cinq roues (très rarement six).
La pratique de la descente impose un certain nombre de règles, en particulier en ce qui concerne la sécurité. Ainsi les pratiquants utilisent-ils (outre les genouillères, coudières et protèges poignets) des équipements de protection particuliers: dorsale, casque intégral, crash pad (culotte rembourrée) et plus rarement protège-tibia et plastron.

## Pratiques
Route ouverte :
Interdite par le code de la route, c'est la pratique la plus dangereuse.
Freerides :
Ce sont des routes fermées et sécurisées (bottes de pailles, matelas, filets...), où l'on pratique librement (pas de chronos), on part avec qui on veut quand on veut et au rythme qu'on veut, c'est donc un des meilleurs moyens de progresser. Il existe des freerides ponctuels (Chamrousse, Le Pleynet...) ou ayant lieu plusieurs fois par an (Climont, dampierre, d173).
Compétitions :
Les compétitions de descente se déroulent sur des tracés (de 1 à 4 km en championnat de France). Les participants effectuent de 4 à 10 descentes « libres » pour reconnaître la route, prendre des repères de freinages, connaître les virages, voir comment ça accroche, etc. Chacun a ensuite droit à deux runs chronométrés, le meilleur est pris en compte pour l'obtention du classement de la compétition. En fonction de sa place, le participant se voit attribuer un certain nombre de points pour le classement général. La plupart des compétitions propose ensuite une épreuve de type border-cross : les riders partent par groupe de quatre. Une fois en bas les deux meilleurs sont qualifiés les deux autres éliminés et ainsi de suite jusqu'à la finale. 
Palmarès Français :
En 2005 et en 2007, le Lyonnais Harry Perna remporte le Championnat du monde de descente. 
En 2012 les Françaises Marjorie Phlippoteau et Marie Marchand remportent les première et deuxième places du Championnat du monde de descente dans la catégorie féminine. Plus récemment c'est Sylvain Behr, un nancéien qui a gagné l'or dans la catégorie inline-cross aux World Roller Games de Barcelone de 2019.